# 隅田川駅跳上橋
隅田川駅跳上橋（すみだがわえきはねあげばし）は、東京都荒川区南千住の隅田川駅構内に架設された跳上橋である。可動橋で第一人者の山本卯太郎が設計。別称は、日本石油株式会社隅田川油槽所跳上橋である。

## 概要
1926年（大正15年）7月の竣工である。隅田川駅に隣接している日本石油株式会社隅田川油槽所（1989年閉鎖）に、専用鉄道線を引き込むことになった。そのためには、当時存在した隅田川支流の運河を横切る必要がある。しかも、その地帯の地盤が非常に低いため、満潮時には海面が上昇して海面と地面との差がほとんどない状態になってしまう。このようなことから、普通の鉄道橋を設けることが出来ないため、跳上橋を架設することになった。
この運河は昭和30年代まで存在したが、その運河が埋め立てられたことにより、橋も撤去され現存していない。
設計の山本卯太郎は、米国から帰国後、1919年（大正8年）に山本工務所を興し、可動橋・可動閘門・起重機などの種々の工事を完成した。中でも隅田川駅跳上橋は、日本における高度な橋梁技術を推し進めるための先駆けとなった。その後、東京には、古川可動橋を竣工させた。1929年（昭和4年）末のことである。この古川可動橋は、当時、東洋一の可動橋と言われた。1926年（大正15年）12月発行の『土木建築工事画報』に、本橋梁についての文献があり、その構造や工事概要について、次のように記されている。なお、その執筆者は、日本石油株式会社の関根博と中野英明であり、山本卯太郎ではない。

### 構造
橋台は機械室を兼ねる。その橋台は杭打ちを行い、鉄筋コンクリート構造である。カウンターウエイトの頂部は、それを支えるアームを介し、鉄柱に連結されている。そのカウンターウエイトは、橋の動きに連動して、常に直立するようになっている。電動機の回転は、小歯車5段を経て、橋の底部に取り付けてある半径約2.4 メートルの大歯車に伝えられ、橋を動かすようになっている。

### 工事概要
橋台の築造などに、1925年（大正14年）5月の着工からほぼ年末まで費やすことになる。難しい現場状況での施工や試運転時の改造などによって、着工から竣工までに1年2箇月ほどを要し、設計者で工事請負者である山本卯太郎や日本石油株式会社の関根博・中野英明が、苦心したことが分かる。カウンターウエイト用の鉄箱には、鉄屑及びコンクリートを充填。隅田川駅跳上橋は、日本初の跳上橋である。

## 諸元
- 橋長: 17.88 メートル（59尺）
- 幅員: 4.55 メートル（15尺）
- カウンターウエイト: 約75 トン
- 可動部重量: 約40 トン[19]
- 可動部上昇時間と下降時間の合計: 約3 分[20]
- カウンターウエイトを支える鉄骨アームの長さ: 3.82 メートル（12尺6寸）
- 可動部の昇降には、15 馬力の電動機を用いる。さらに、25 馬力の予備ガソリン発動機も備える。
- 昇降用電動機回転数（回転速度）: 700 rpm